# الزا مورانته
الزا مورانته یا السا مرانته (به ایتالیایی: Elsa Morante) (زاده ۱۸ اوت ۱۹۱۲، رم – درگذشته ۲۵ نوامبر ۱۹۸۵، رم) نویسنده مشهور ایتالیایی که به عقیده منتقدان یکی از مهم‌ترین نویسندگان بعد از جنگ ایتالیاست.

## زندگی
او در رم متولد شد و دوران کودکی خود را در محله ""Testaccio به سر برد. دختر نامشروع معلم یهودی "Irma Poggibonsi" و کارمند پست "Francesco Lo Monaco" بود و در خانه پدر خوانده‌اش "آگوستو مورانته"، مربی پرورشگاه باز پروری، بزرگ شد. در پایان تحصیلات متوسطه خانواده را ترک و زندگی مستقلی را آغاز کرد. ابتدا وارد دانشگاه ادبیات شد ولی پس از چندی به دلیل فقر مادی ترک تحصیل کرد.
طی سال‌های ۱۹۳۹ و ۱۹۴۱ علاوه بر تدریس خصوصی با مجله هفتگی "Oggi" همکاری داشت. و در سال ۱۹۴۱ به عقد آلبرتو موراویا در آمد. در همین سال نخستین نوشته او به نام بازی پنهان به چاپ رسید. تشویش و اضطراب‌های شخصی و خانوادگی، او را در ۱۹۳۸ به نوشتن خاطرات روزانه واداشت که پس از مرگش در سال ۱۹۹۰ انتشار یافتند.
در سال ۱۹۴۳ نوشتن نیرنگ و افسون را آغاز کرد که برای همراهی همسر ضد فاشیست خود در تبعید ناچار شد آن را نیمه کاره رها کند. در این زمان او شروع به ترجمه دفترچه خاطرات کاترین منسفیلد کرد که بازتاب تأثیرپذیری از او در نوشته‌های بعدی مورانته به چشم می خورد. او با تمام نیرو از زاد و ولد گریزان بود هر چند سال‌ها بعد بر این فرصت از دست رفته اشک حسرت بارید.
در سال ۱۹۵۷ جزیره آرتور را به چاپ سپرد که با استقبال کم نظیری رو به رو شد و در همان سال جایزه استرگا را نصیب او ساخت. همراه موراویا و پیر پائولو پازولینی سفری به غرب و شرق داشت. در سال ۱۹۶۲ برای همیشه از موراویا جدا شد و سال‌های آزگار با تهدید پیری زودرس دست و پنجه نرم کرد. در ۱۹۷۴ سومین رمان او تاریخ منتشر شد که استقبال عمومی بی سابقه ای به همراه داشت و ده‌ها هزار نسخه آن در همان سال اول به فروش رسید. در ۱۹۶۷ آخرین رمان خود "Aracoeli" آغاز کرد که در سال ۱۹۸۲ آماده انتشار شد. در همان سال به دنبال آسیب‌های روحی جراحات جسمانی روانه بیمارستان شد و در سال بعد در اقدام به خودکشی ناکام ماند. وی به دنبال عمل جراحی ناموفقی در ۲۵ نوامبر ۱۹۸۵ در بیمارستانی در رم در گذشت.
در نظرسنجی که روزنامه گاردین از صد نویسنده از ۵۴ کشور دنیا صورت داد تاریخ به عنوان یکی از صد اثر داستانی تمام دوران‌ها شناخته شد.

## آثار
- ۱۹۴۱ - بازی پنهان
- ۱۹۴۸ - نیرنگ و افسون
- ۱۹۵۷ - جزیره آرتور (برنده جایزه استرگا)[۱]
- ۱۹۷۴ - تاریخ (ترجمه منوچهر افسری، تهران، نیلوفر، ۱۳۸۱)[۱]
- ۱۹۸۲ - Aracoeli